# Martin Schottenloher
Martin Schottenloher (* 25. Juli 1944 in Lindau) ist ein deutscher Mathematiker.

## Werdegang
Schottenloher studierte an der Universität München Mathematik mit Diplom-Abschluss 1969. Er wurde 1972 bei Karl Stein in München promoviert (Dissertation: Analytische Fortsetzung in Banachräumen) und habilitierte sich 1975 in München.
Nach seiner Assistenzzeit war er ab 1977 Professor in München bis zu seiner Emeritierung im Jahre 2009. Er war unter anderem Gastprofessor an der University of Kentucky in Lexington, der Universität Rio de Janeiro, Trinity College Dublin, der Universität Nizza und der Universität Hamburg.

## Wirken
Schottenloher hat sich zunächst mit Komplexer Analysis und Algebraischer Geometrie befasst. Er hat sich insbesondere für die mathematische Modellierung physikalischer Theorien interessiert. Seit ca. 1995 gilt sein Interesse auch verschiedenen Anwendungen in Industrie und Wirtschaft mittels Spieltheorie, Kombinatorischer Optimierung und Künstlicher Intelligenz und deren Realisierungen durch Algorithmen. In diesem Zusammenhang hat er sich an mehreren Start-up-Gründungen beteiligt bzw. diese angestoßen.

## Schriften
- A Mathematical Introduction to Conformal Field Theory. Springer, 2. Auflage, 2008, ISBN 3528072903
- Geometrie und Symmetrie in der Physik. Springer, 1995, ISBN 978-3-322-89928-6